# CBBC
CBBC (označovaný také jako CBBC Channel) je televizní kanál veřejnoprávní BBC. Jako samostatný kanál vysílá od roku 2002. V letech 1985 až 2012 se pod tímto názvem vysílaly programové bloky na BBC One a BBC Two.

## Historie

### Programový blok

Logo CBBC (2016-2023)

První předchůdce CBBC se začal vysílat už 24. dubna 1937, kdy se začal vysílat desetiminutový blok na BBC Television Service pod názvem For the Children, který se vysílal, s přestávkou od září 1939 do července 1946 (kdy se také rozšířil na 20 minut), až do roku 1952, kdy bylo členění do programových bloků zrušeno, s výjimkou bloku pro předškoláky Watch with Mother. Blok měl také svou sesterskou část For the Very Young, který nahradil právě Watch with Mother.
Od šedesátých let až do roku 1985 byly pořady uváděny hlasateli BBC One pod názvem Children's Television. V roce 1964 BBC Two také začala vysílat pořad Play School, který vešel ve známost jako první (a v prvních letech také jediný pravidelně vysílaný) vysílaný pořad na BBC Two.
Další milník pro dětské vysílání bylo 9. září 1985, kdy byla fakticky založena CBBC, pod názvem Children's BBC. Od tohoto data také CBBC používá své vlastní hlasatele, kteří také roku 1994 nahradili hlasatele BBC One, respektive BBC Two.
CBBC, respektive Children's BBC prodělala spoustu rozšíření a změn. Vyjmenovat můžeme například zavedení nedělních ranních pořadů na BBC Two (původně jen při zimních přestávkách Open University, asi o rok později zavedeno natrvalo) a ranní show, také na BBC Two. Také se na BBC Two přesunuly i pořady pro předškoláky, které byly později navráceny zpět na BBC One před odpolední blok pro starší děti. Od 4. října 1997 se blok oficiálně nazývá CBBC (původně užíváno od poloviny 90. let neoficiálně, podobně jako komerční CITV se původně jmenovala Children's ITV). Také se bloky začaly nazývat podle kanálu, kde se vysílají, tedy například CBBC One, CBBC Two, CBBC Choice atd.
V roce 2009 se CBBC na BBC One musela posunout do dřívějšího času, protože BBC ztratila práva na soap operu Neighbours. Hodně pořadů tím ztratilo velkou část svých diváků a například Blue Peter zaznamenal nejhorší čísla od roku 1958. A v rámci plánu Delivering Quality First, společně s vypnutím analogového vysílání, byly bloky CBBC (a CBeebies) ukončeny a to 21. prosince 2012 na BBC One a 30. listopadu na BBC Two.

#### Vysílací časy
Původně (od 80. let) se vysílal 25minutový blok na BBC One okolo 10:00, který zahrnoval předškolní pořady (Play School, od roku 1988 Playbus/Playdays) a narozeninová přáníčka dětí. Dále se na BBC Two vysílal 5 až 10minutový blok okolo 13:00, vždy před hlavním odpoledním blokem na BBC One. Víkendový program sestával hlavně z pořadu Going Life! na BBC One. Vysílací časy před ukončením vysílání bloků (od 1. prosince 2012):
- BBC One: 15:05–17:15
- BBC Two: sobota ráno (do 30. listopadu 2012, do 4. ledna 2013 simultánní vysílání CBeebies)

### Televizní stanice
První jakýsi „předchůdce“ kanálu CBBC byl programový blok CBBC Choice, který původně začínal v sobotním odpoledním slotu a vysílal hlavně reprízy. Od 26. listopadu 1999 se název mírně změnil na CBBC on Choice a vysílal hlavně populární pořady z archivu každý všední den od 7:00 do 19:00, kdy začínal vysílat BBC Choice, se kterým také první rok vysílání sdílela vysílací pozice. Dnes je sdílí s BBC Three, přičemž CBBC vysílá od 7:00 do 19:00. Již od začátku se profiluje separátně od programových bloků a hodně věcí má s bloky společné, třeba moderátory nebo znělky, ale jiná studia.

## Program
Od začátku je kanál CBBC podobný bloku na BBC One a také vysílá či reprízuje hodně pořadů tohoto bloku, například magazín Blue Peter, který se vysílá už od roku 1958, Ovečka Shaun, zpravodajský Newsround, seriál Tracey Beaker Returns a další. V minulosti také vysílal blok školního vysílání Class TV, kvůli požadavku 100 hodin vzdělávacích a faktuálních pořadů týdně. Sestával hlavně z repríz školních pořadů BBC z minulých let. CBBC také vyrábí dětské pořady pro BBC Alba a S4C.